# Monja castanya
La monja castanya (Neoxolmis rubetra) és un ocell de la família dels tirànids (Tyrannidae). Fins a l'any 2020 va estar inclosa en el gènere Xolmis. És considerada endèmica de l'Argentina, malgrat estar registrada com a divagant en països veïns.

## Distribució i hàbitat
Es distribueix per l'oest de l'Argentina, des de Mendoza fins a Santa Cruz, a l'hivern austral migra cap al nord del país. En 2013 va ser registrada per primera vegada a l'extrem sud-oest de Rio Grande do Sul, Brasil. Compta també amb un registre antic i no documentat a Paysandú, a Uruguai. També hi ha un registre el 16 de febrer de 2013 a la desembocadura del Rio Maipo, V regió, Xile.
Aquesta espècie no és poc comuna i alhora, però, amb prou feines localment, en els seus hàbitats naturals: els matolls àrids esteparis de la Patagònia i de la muntanya, els pasturatges amb arbustos dispersos i terres de ramaderia; fins als 1000 m d'altitud.

## Descripció
Mesura 19 cm de longitud. Per dalt és marró rovellat, amb una llarga llista superciliar blanca, les ales són negres amb vores beix, la cua és negrosa amb les vores externes de les plomes externes blanques; els costats inferiors són blancs amb els costats i davant estriats de negre. La femella és més apagada.

## Sistèmica
L'espècie N. rubetra va ser descrita per primera vegada pel naturalista germà - argentí Carlos Germán Burmeister el 1860 sota el nom científic Taenioptera rubetra; la localitat tipus és «Serra de Mendoza, Argentina».

### Etimologia
El nom genèric Neoxolmis és una combinació de la paraula del grec antic «neus» que significa “nou”, i del gènere Xolmis; i el nom de l'espècie «rubetra» en llatí modern és el nom dels ocells coneguts com a bitxacs (Saxicola).

### Taxonomia
Aquesta espècie va estar tradicionalment col·locada en el gènere Xolmis. Els estudis genètics recents d'Ohlson et al. (2020) i Chesser et al. (2020) van concloure que el gènere Xolmis no era monofilètic, la qual cosa va conduir a profunds canvis taxonòmics en el gènere. Van trobar que la present espècie és germana de Neoxolmis rufiventris i la parella formada per ambdues és propera de la llavors denominada Xolmis coronatus, per la qual cosa la present, coronatus i X. salinarum van ser transferides al gènere Neoxolmis. El canvi taxonòmic va ser aprovat en la Proposta No 885 al Comitè de Classificació de Sud-americà (SACC). Tanmateix, aquest canvi de gènere encara no ha estat aprovat pel Manual dels Ocells del Món (HBW) i Bridlife International (BLI)
És monotípica.